# Bataille de Tabankort (2015)
Pour les articles homonymes, voir Bataille de Tabankort.
Guerre du Mali
Batailles
La deuxième bataille de Tabankort se déroule du 16 au 20 janvier 2015 lors de la guerre du Mali. Elle oppose les groupes loyalistes de la Plateforme aux groupes rebelles de la CMA pour le contrôle de la localité de Tabankort.

## Prélude
Six mois après les premiers combats à Anéfis et Tabanfort, la situation reste tendue entre les loyalistes et les rebelles. Les premiers occupent la bourgade de Tabankort tandis que les seconds restent basés à Anéfis. Les deux camps s'accusent mutuellement de pillages et d'exactions
Le 17 janvier, la Coordination des mouvements de l'Azawad annonce avoir décidé « d'engager une opération d'envergure visant à démanteler » les milices loyalistes.

## Déroulement
Le 16 et le 17 janvier, des escarmouches opposent loyalistes et rebelles à Tabankort, les échanges de tirs ne font cependant pas de victimes,. Le 19, les rebelles maintiennent leurs forces près de la localité et demandent à la MINUSMA de se retirer, ce qu'elle refuse.
Le 20 janvier, un incident oppose les casques bleus aux rebelles ; un hélicoptère néerlandais de la MINUSMA intervient près de Tabankort et tire au moins six missiles sur un véhicule du MNLA qui transportait de armes lourdes,,. La MINUSMA déclare dans un communiqué avoir été « contrainte de recourir à la force en réponse à des tirs directs à l'arme lourde sur ses Casques bleus » et précise avoir procédé à des tirs de sommation mais sans résultat. De son côté la coordination des Mouvements de l'Azawad, nie avoir ouvert le feu sur les positions des casques bleus et accuse les forces de l'ONU d'« absence de neutralité », elle déclare « suspendre toute collaboration sur le plan sécuritaire avec la MINUSMA » mais affirme demeurer « attachée au respect du cessez-le-feu »,.
Le même jour, des combats ont également lieu pendant plusieurs heures entre les rebelles et les loyalistes.
Le 21 janvier, à Kidal, 200 manifestants, principalement des femmes et des enfants, occupent l'aéroport de la ville. Les casques bleus sont attaqués à coups de pierres et se replient dans leur camp. La situation s'apaise le lendemain, les soldats de la MINUSMA ne sortent pas de leur camp et les chefs coutumiers appellent au calme.

## Pertes
Dans un premier temps, la coordination des Mouvements de l'Azawad affirme que selon un bilan provisoire, les tirs de la MINUSMA ont causé la mort d'au moins cinq de ses hommes et fait une vingtaine de blessés. Le 21 janvier, les victimes sont ramenées à Kidal, RFI rapporte que selon un responsable de la ville, le bilan est de 11 morts et 21 blessés du côté des groupes armés rebelles.
De son côté, la Plateforme des groupes armés loyalistes affirme avoir perdu 5 combattants et 2 véhicules, et enregistré 26 corps pour les rebelles. Par la suite elle revendique également la destruction de 14 véhicules rebelles et deux BRDM-2.
Dans son rapport de mars 2015, l'ONU indique qu'au moins 6 hommes du GATIA ont été tués dans les combats de la journée du 17 janvier et que la MINUSMA a fourni des soins à 25 combattants de la Plateforme.

## Conséquences
Le 24 janvier, la MINUSMA et les rebelles concluent un accord pour l'établissement d'une zone temporaire de sécurité, large de 10 kilomètres et située entre Anéfis et Almoustarat. La zone demeure contrôlée par les forces de l'ONU et le port d'armes y est interdit aux combattants des groupes armés,,,,,. Cet accord est dénoncé par au moins un millier d'habitants de Gao qui manifestent violemment contre la MINUSMA le 27, des casques bleus rwandais ouvrent le feu, tuent trois manifestants et en blessent quatre autres,,,,,. Le 28, la MINUSMA annonce retirer son projet de sécurisation à Tabankort. Le 29, le président malien Ibrahim Boubacar Keïta se rend à Gao.